# آندره درین
آندره درین (انگلیسی: André Derrien; ۳۱ ژوئیهٔ ۱۸۹۵ – ۴ آوریل ۱۹۹۴) قایقران قایق بادبانی اهل فرانسه بود.